# Mylabris festiva
Mylabris festiva é uma espécie de besouro-bolha, e pertence à família Meloidae .  Encontra-se no sudeste da Europa.